# ハマチドリ
ハマチドリ（浜千鳥）、学名 Ervilia bisculpta はアサジガイ科 （もしくはチドリマスオ科 ）に分類される海産の二枚貝の一種。殻長5-7mm前後の小型種で、インド太平洋の暖流域の浅海砂底に生息する。
属名 Ervilia はある種のソラマメ類のことで、豆のような殻形から。種小名 bisculpta はラテン語でbi（2、二つの）＋ sculpta（彫刻された…、彫刻のある…）の意。
別名ハマチドリガイ。

## 分布
インド太平洋：
日本（下北半島以南）、ハワイ、オーストラリア、インド洋にかけての広い暖流域。
※Ervilia scaliola Issel, 1869 をハマチドリと同種と考える場合は紅海と地中海（移入）も分布域となる。

## 形態
大きさと形
殻長7mm、殻高4mm、殻幅3mm程度で、アサジガイ科に分類される種としては小型。比較的厚質で大きさの割りには丈夫である。丸味を帯びた低三角形で、前後端は多少尖り気味となり、前端に比し後端がやや伸びるものが多い。殻頂は後方を向くが、殻頂の位置は個体変異があり、殻頂がほぼ中央にあって二等辺三角形に近いものから、殻頂が前方寄り、あるいは後方寄りのものまである。殻はやや膨らむ。
彫刻
殻表には成長線があり、これに加えて前後の背域には明瞭な放射状の彫刻がある。彫刻部も含めて全体に滑らかな感じがあり、弱い光沢がある。後背域の放射刻は明瞭で成長線と交わって弱い布目状を呈することが多いが、前背域の放射刻はやや弱く範囲も狭いため、後背域の彫刻に比し目立たないことが多い。しかし両背域の放射刻の強さや範囲には変異がある。殻の中央部にはやや規則的で明瞭な密接する成長線があるが、放射刻はほとんどないか、あるいは全くない。
殻色
白や淡褐色の地にぼやけた褐色や紫褐色の放射斑をもつものが多いが、黄白色で殻頂付近のみが紫紅色になるものなど個体変異に富む。殻頂付近には不透明白色の霜降り斑が出ることもある。また、後半部に殻頂から腹縁に伸びる淡色の放射彩を現すこともある。これは腹縁の十字筋（十文字筋）付着点が周囲よりも淡色となることがあり、その痕跡が成長とともに連続するためである。このような十字筋の筋痕由来の淡色放射彩はニッコウガイ上科の貝類にしばしば見られる形質である。
内面
鉸歯はやや頑丈で、中央に三角形の弾帯（内靭帯）がある。外靭帯は殻頂後方にあるが小さく不明瞭。
- 右殻：弾帯の前方に弾帯と同大の1主歯があり、弾帯の後方には弱い歯槽（左殻の歯を受ける凹み）があり、さらにその後方には後背縁に沿って弱く細長い後則歯がある。
- 左殻：弾帯の前方には薄い主歯を挟んで三角形の深い歯槽（右殻の主歯を受ける凹み）があり、その前方と弾帯の後方に主歯がある（別の言い方をするなら、前後の主歯の間に弾帯と歯槽が挟まれているとも表現できる）。左殻の後則歯は不明瞭で、左殻の後背縁そのものが右殻の後則歯の上の溝に嵌るようになっている。
- 套線湾入（水管筋の付着痕）は横位のU字型で大きく、湾入の下辺をなす套線は上方にやや湾曲する。
- 殻の内縁は刻まれない。

軟体
淡色でこれと言った彩色はない。足、鰓、水管とも発達する。外套膜縁には細かく短い触手が多数あり、水管口も触手で囲まれる。腹縁後方1/3付近に左右の殻をX字状に繋ぐ明瞭な十字筋があり、ニッコウガイ上科の貝類と共通の特徴を示す。

## 生態
潮間帯から水深20mまでの砂底に生息する。

## 分類

### 原記載
Ervilia bisculpta （ハマチドリ）の原記載とタイプ標本
- Ervilia bisculpta Gould, 1861. Proc. Boston Soc. Nat. Hist. vol.8, p.28
- タイプ産地： 「Kagosima, in sand, 5 ath.」（鹿児島、砂中、水深 5ファゾム = 9.144m）
- タイプ標本：
  - ホロタイプ - アメリカ国立自然史博物館所蔵。登録番号=USNM 24068 （画像あり） 。殻長6mm、殻高4mm、殻幅3mm。殻頂付近は紅紫で他は白色、後域の放射彫刻が明瞭。

Ervilia livida （ハマチドリの異名）の原記載とタイプ標本
- Ervilia livida Gould, 1861. Proc. Boston Soc. Nat. Hist. vol.8, p.28. （上記 Ervilia bisculpta と同ページ）
- タイプ産地： 「Kagosima Bay, in sand, 5 fath.」（鹿児島湾、砂中、水深 5ファゾム = 9.144m）
- タイプ標本：
  - ホロタイプ - アメリカ国立自然史博物館所蔵。登録番号=USNM 1304 （データのみ）。殻長7mm、殻高4mm、殻幅3mm。全体に淡褐色を帯び、後方が伸びて、放射彫刻は不明瞭。
  - パラタイプ - アメリカ国立自然史博物館所蔵。登録番号=USNM 24058 （データのみ）。 半殻。

異名
- Ervilia ambla Dall, Bartsch & Rehder, 1938
- Ervilia australis Angas, 1877
- Ervilia japonica A. Adams, 1862
- Ervilia livida Gould, 1861

### 科
ハマチドリのグループ（Ervilia 属）は、20世紀後期までは殻の外見上の類似からバカガイ上科のチドリマスオ科に分類されてきた。しかし腹縁後半に両殻をX字型に繋ぐ十字筋があるなどニッコウガイ上科の特徴をもち、さらに弾帯（内靭帯）が主歯間に陥入することなどから同上科のアサジガイ科に分類すべきとの見解が1990年に出され、それ以降はアサジガイ科に分類されることが多い。しかし日本の代表的な貝類図鑑である『日本近海産貝類図鑑 第二版』（2017年出版）ではチドリマスオ科に分類しており、異なる見解を示している。

### 属
原記載時から Ervilia に分類されている。日本などでは Spondervilia Iredale, 1930 という属に分類された例があるが、この属は Ervilia の異名とされている。

### 種
本種とされるものには殻形、色彩、彫刻にさまざな変異があり、それらを種内変異と見るか別種と見るかで見解が分かれ、分類が難しい。ハマチドリを新種として記載したGouldは、ほぼ同じ「鹿児島の水深5fmsの砂底」と「鹿児島湾の水深5fmsの砂底」から Ervilia bisculpta （ハマチドリ）と Ervilia livida （ハマチドリの異名とされる）の"2種"を新種として記載した。しかし、これら"2種"のタイプ標本を比較した波部忠重（1960）は、「天草富岡で採集した個体にもこの位の変異がみとめられるので、同種の個体差であると思う」と述べ、livida を Ervilia bisculpta（ハマチドリガイ）の異名と見なした。その後も両者を同種と見做すのが一般的で、他にも異名とされるものが複数ある。また、紅海に広く分布し、2012年に地中海東部への侵入が報告された Ervilia scaliola Issel, 1869に関しても、ハマチドリと同種と見なす研究者と別種とする研究者とがいる。

### 類似種
この属の種は相互によく似ている上に、彫刻や殻形などの変異幅も大きいため分類は難しい。Marshall他（2016）は海産動物データベースWoRMSにおいてこの属の現生種を以下の8種としているが、Huber（2010）は、E. concentrica と E. scaliola の2つは種として認めていない。
- Ervilia assymetrica Marques & Simone, 2011 殻長8mmまで。アマゾン川河口沖 水深40m[12]。
- Ervilia bisculpta Gould, 1861 ハマチドリ（ハマチドリガイ）インド太平洋（本項）。
- Ervilia castanea (G. Montagu, 1803)  殻長15mmまで。アイルランドから地中海西部にかけての水深3-140mに普通。
- Ervilia concentrica (Holmes, 1860)  北米-中米。次種 E. nitesn と同種とする考えもある。
- Ervilia nitens (G. Montagu, 1808)  Ervilia 属のタイプ種。殻長12mmまで。大西洋西部（北米からブラジルにかけて）の水深0-50mに普通。
- Ervilia purpurea ("Deshayes" Smith, 1906)  殻長15mmまで。紅海からパキスタンにかけての水深20mまでに普通。
- Ervilia producta Odhner, 1922 チリ沖の.ファン・フェルナンデス諸島。
- Ervilia scaliola Issel, 1869 紅海（地中海に移入）[11]。ハマチドリと同種（すなわちこの学名を E. bisculpta の新参異名）とする考えもある[5]。

## 人との関係
小型で食用などに適さないため、特段の関係はない。